# Redigobius bikolanus
Redigobius bikolanus)là một loài cá thuộc họ Gobiidae. Nó được tìm thấy ở Úc, Campuchia, Indonesia, Nhật Bản, Madagascar, Malaysia, New Caledonia, Papua New Guinea, Philippines, Seychelles, Nam Phi, and Đài Loan.